# Norman Fucking Rockwell!
Norman Fucking Rockwell! là album phòng thu thứ 6 và cũng là album thứ 5 phát hành bởi một hãng thu âm lớn của nữ ca sĩ kiêm sáng tác nhạc người Mỹ Lana Del Rey. Album được Polydor và Interscope Records phát hành vào ngày 30 tháng 8 năm 2019. Album chủ yếu được Del Rey và Jack Antonoff sản xuất, với sự cộng tác của Zach Dawes, Andrew Watt và người cộng tác lâu năm của Del Rey, Rick Nowels. Về mặt âm nhạc, Norman Fucking Rockwell! sử dụng âm thanh thuộc thể loại soft rock với những bản psych-rock ứng tác cùng các bản piano ballad, cũng như gợi nhớ đến âm nhạc của nhiều nghệ sĩ classic rock.
Hai đĩa đơn đầu tiên từ album, "Mariners Apartment Complex" và "Venice Bitch", được phát hành vào tháng 9 năm 2018. Theo sau đó là các đĩa đơn "Hope Is a Dangerous Thing for a Woman Like Me to Have – but I Have It", "Doin' Time", "The Greatest" và "Norman Fucking Rockwell" được phát hành trong năm 2019.
Tại Giải Grammy lần thứ 62, album được đề cử ở hạng mục Album của năm, còn ca khúc chủ đề được đề cử ở hạng mục Bài hát của năm. Để quảng bá cho album, Del Rey đã khởi động chuyến lưu diễn có tên gọi The Norman Fucking Rockwell! Tour.

## Bối cảnh
Vào tháng 1 năm 2018, Del Rey thông báo rằng cô đã bắt đầu làm việc với chất liệu âm nhạc mới sau Lust for Life (2017). Del Rey xác nhận cô đang thực hiện một số ca khúc, trong đó có một bài hát có tựa đề 'Bartender', nhưng không rõ liệu ca khúc này có xuất hiện trong album hay không. Tháng 9 năm 2018, Del Rey tiết lộ rằng album gần như đã hoàn tất và cô đã thu âm 11 bài hát cho album. Trong một buổi phát trực tiếp trên Instagram vào tháng 9 năm 2019, Del Rey thông báo rằng album suýt chút nữa đã được đặt tên là Bird World.

## Sáng tác
Tạp chí FLOOD mô tả âm thanh của album là "một sản phẩm soft rock êm dịu", và để ý thấy rằng Del Rey đã cải thiện phần lời bài hát và đề cập đến nhiều chủ đề lớn hơn so với các tác phẩm trước đó của cô. Theo các nhà phê bình, Norman Fucking Rockwell! sử dụng "các bản thu âm psych-rock ứng tác đơn giản" và các bản ballad trên nền piano. Consequence of Sound mô tả bản thu âm có "những bài hát ru theo phong cách psych-pop, những câu chuyện về tình yêu lãng mạn phức tạp và ám ảnh, và những bài thơ công khai ca ngợi giấc mơ mờ nhạt về California." Album được xếp vào thể loại "pop classic", cũng như chứa đựng những yếu tố của folk rock và nằm giữa hai phong cách desert rock và trip hop "tối giản" của các sản phẩm trước đó của Del Rey.
Album chịu ảnh hưởng mạnh từ thể loại classic rock của thập niên 70. Kitty Empire của The Observer nhận thấy rằng "nhiều bản tình ca sử dụng đàn dây và tiếng synth của nhạc phim", và cũng chú ý đến một số nguồn cảm hứng classic rock xuyên suốt album như "Cinnamon Girl" của Neil Young và Crosby, Stills, & Nash, hay Houses of the Holy của Led Zeppelin. Rob Sheffield của Rolling Stone thấy rằng album chứa đựng "những mộng tưởng trong nhạc soft-rock của những năm 70 của Laurel Canyon" và gợi nhớ đến âm nhạc của Joni Mitchell và the Eagles.
No Ripcord mô tả Norman Fucking Rockwell! là "một bản thu âm pop sắc bén một cách đặc biệt, vẫn giữ được mối quan tâm của cô với việc miêu tả bằng hình tượng trong văn hóa đại chúng, cũng như sự đơn giản mà lãng mạn của một nước Mỹ thời hậu chiến, nơi mà nhạc classic rock và những chiếc quần jean xanh lên ngôi và đưa chúng đi sâu hơn".

## Phát hành và quảng bá
Del Rey công bố ảnh bìa, ngày phát hành và danh sách bài hát của album vào ngày 31 tháng 7 năm 2019. Bìa album là ảnh Del Rey và Duke Nicholson— cháu trai của diễn viên Jack Nicholson— đang đứng tạo dáng trên một chiếc thuyền buồm. Tựa đề album và các chữ cái đầu tiên trong tên của Del Rey được in theo phong cách có hơi hướm giống truyện tranh. Bức ảnh này được chụp bởi chị gái của Del Rey, nhiếp ảnh gia Chuck Grant. Ngay hôm sau, Del Rey công bố một đoạn trailer cho album. Vào ngày 2 tháng 8, Urban Outfitters thông báo rằng chuỗi cửa hàng này sẽ phát hành một phiên bản đĩa vinyl độc quyền có ảnh bìa khác của album. Ảnh bìa khác này cũng được chụp bởi Chuck Grant.
Xuyên suốt năm 2018, Del Rey đã chia sẻ những mẩu tin ngắn trên mạng xã hội về một số ca khúc dự định sẽ xuất hiện trong album, trong đó có "Happiness Is a Butterfly", "How to Disappear" và "Cinnamon Girl". 
Cô ra mắt và biểu diễn toàn bộ bài hát "How to Disappear" lần đầu tiên tại Học viện Âm nhạc Brooklyn vào ngày 29 tháng 10.
Trailer cho album được công bố vào ngày 1 tháng 8 năm 2019, sử dụng một phần của ca khúc chủ đề cùng 3 đĩa đơn khác của album gồm "Doin' Time", "Mariners Apartment Complex" và "Venice Bitch". Vào ngày 22 tháng 8 năm 2019, "Fuck It, I Love You" và "The Greatest" được phát hành thành các đĩa đơn quảng bá đi kèm với một video âm nhạc đôi. Video có thời lượng 9:19 và sử dụng cảnh quay tương tự trailer của album.

### Các đĩa đơn
"Mariners Apartment Complex" được phát hành thành đĩa đơn đầu tiên từ album vào ngày 12 tháng 9 năm 2018. Trong tuần kế tiếp, vào ngày 18 tháng 9, Del Rey phát hành đĩa đơn thứ hai "Venice Bitch" và hé lộ tựa đề của album. "Hope Is a Dangerous Thing for a Woman Like Me to Have – but I Have It" được phát hành thành đĩa đơn thứ ba vào ngày 9 tháng 1 năm 2019. Del Rey phát hành một bản hát lại ca khúc "Doin' Time" của Sublime cho bộ phim tài liệu về ban nhạc này vào ngày 17 tháng 5 năm 2019. Ca khúc cũng là đĩa đơn thứ tư từ album.

### Lưu diễn
Vào ngày 1 tháng 8 năm 2019, Del Rey thông báo về hai chặng của chuyến lưu diễn quảng bá cho Norman Fucking Rockwell!. Chặng đầu tiên dự kiến sẽ khởi động tại Bắc Mỹ vào mùa thu năm 2019 và chặng thứ hai sẽ bắt đầu tại châu Âu vào đầu năm 2020.

### Phim
Vào ngày 20 tháng 12 năm 2019, Del Rey ra mắt một bộ phim ngắn dài 14 phút, trong đó có sử dụng các bài hát "Norman Fucking Rockwell", "Bartender" và "Happiness is a Butterfly". Bộ phim được đạo diễn bởi Chuck Grant và ra mắt trên YouTube.

## Tiếp nhận phê bình
| Đánh giá chuyên môn  | Đánh giá chuyên môn |
| Điểm trung bình      | Điểm trung bình     |
| Nguồn                | Đánh giá            |
| -------------------- | ------------------- |
| AnyDecentMusic?      | 8,5/10              |
| Metacritic           | 87/100              |
| Nguồn đánh giá       |                     |
| Nguồn                | Đánh giá            |
| AllMusic             | [ 7 ]               |
| The A.V. Club        | B                   |
| Consequence of Sound | A−                  |
| Entertainment Weekly | B                   |
| The Guardian         | [ 43 ]              |
| The Independent      | [ 19 ]              |
| NME                  | [ 44 ]              |
| The Observer         | [ 20 ]              |
| Pitchfork            | 9,4/10              |
| Rolling Stone        | [ 16 ]              |
| Uncut                | 8/10                |

Norman Fucking Rockwell! nhận được nhiều lời khen ngợi từ các nhà phê bình âm nhạc, và cũng là album phòng thu được giới phê bình tán dương nhiều nhất trong sự nghiệp của Del Rey tính đến thời điểm hiện tại. Trên Metacritic, một trang đưa ra số điểm chuẩn trên thang 100 dựa trên bài viết của các xuất bản phẩm phổ biến, album nhận được điểm trung bình là 87 dựa trên 28 bài đánh giá, tương ứng với nhận xét "được tán dương rộng rãi".
Jenn Pelly của Pitchfork viết rằng album "chứng minh [Del Rey] là một trong số những nhạc sĩ vĩ đại nhất còn sống của nước Mỹ". Trong bài đánh giá cho Rolling Stone, Rob Sheffield viết rằng "sản phẩm được trông đợi từ lâu Norman Fucking Rockwell thậm chí còn đồ sộ và hùng vĩ hơn những gì người ta hy vọng về nó. Lana biến album thứ tư, và cũng là album hay nhất của cô, thành một chuyến hành trình đi qua những giấc mơ bẩn thỉu của nước Mỹ, đi sâu vào những mộng tưởng đồi bại nhất của cả nước ta về vẻ đẹp quyến rũ và sự nguy hiểm." Ông kết luận rằng Del Rey "cuối cùng đã biến nhạc pop của cô trở nên kinh điển." Trong một bài đánh giá chấm album đạt 5 sao trên NME, Rhian Daly gọi album là "như đã gây nên một sự sững sờ." Kristel Jax của Now viết rằng "Del Rey đã đặt dấu chấm hết cho những nỗi ám ảnh lòe loẹt rẻ tiền về lòng yêu nước, loại bỏ cái tính cách thích treo cờ mà cô hay trưng ra trước mặt mọi người, và hòa hợp với một hiện thực phức tạp và lạc lối hơn" và cũng chấm album đạt 5 sao. Viết cho Tạp chí Slant, Sal Cinquemani mô tả album là "một bộ sưu tập gây kích thích gồm những bản nhạc psych-rock và piano buồn đổ dồn vào lẫn nhau và ít thay đổi về nhịp độ qua từng bài hát", cũng như là "những đánh giá thẳng thắn về những tác động tâm lý gây ra bởi một thế giới đang xoáy sâu vào khủng hoảng." Alexandra Pollard của The Independent cũng đưa ra một nhận xét tích cực và viết rằng "Album này ngột ngạt và dễ gây buồn ngủ, nằm trong một khoảng ở giữa phong cách trip-hop tối giản của những ngày đầu sự nghiệp của Del Rey và thứ âm nhạc desert rock khó chịu mà cô chơi đùa trong những năm qua," và kết luận rằng "Đây là Del Rey vào lúc cô tỏ ra quả quyết nhất." Trong một 'bài đánh giá vội vàng' viết cho Stereogum, Tom Breihan viết rằng album là "một tác phẩm đẹp cho một thời kỳ tăm tối mới — một sự nhìn lại đầy trìu mến vào thế giới mà chúng ta chỉ vừa mới phá hủy", gọi đây là "nhạc yoga cho ngày tận thế."
Trong một đánh giá trái chiều hơn, Alexis Petridis của The Guardian mô tả album là "một trải nghiệm có tính lừa dối và gây khó chịu khác", rút ra kết luận rằng mặc dù tài năng của Del Rey là rõ ràng và không thể phủ nhận, "thật khó để không ước rằng cô ấy đưa ra một quan điểm rộng hơn, lựa chọn một nhân bản khác đi, thay đổi mọi thứ đi một chút." Tương tự, Neil McCormick của The Daily Telegraph cũng viết rằng album "hé lộ rằng Del Rey dường như là một ca sĩ chỉ giỏi về một thể loại, nhưng đây là một kỹ xảo được thực hiện một cách khéo léo."

### Danh sách cuối năm
| Xuất bản phẩm         | Tên danh sách                                                              | Vị trí | Ng.    |
| --------------------- | -------------------------------------------------------------------------- | ------ | ------ |
| Afisha Daily (Nga)    | Những album quốc tế xuất sắc nhất năm 2019                                 | 4      | [ 49 ] |
| AllMusic              | Những tác phẩm xuất sắc nhất năm 2019 theo AllMusic                        | —      | [ 50 ] |
| The Atlantic          | 18 album xuất sắc nhất năm 2019                                            | —      | [ 51 ] |
| The A. V. Club        | 20 album xuất sắc nhất năm 2019                                            | 8      | [ 52 ] |
| Billboard             | 50 album xuất sắc nhất năm 2019: Sự lựa chọn của Ban Biên tập              | 6      | [ 53 ] |
| Clash                 | Những album của năm 2019 theo Clash                                        | 22     | [ 54 ] |
| Complex               | Những album xuất sắc nhất năm 2019                                         | 18     | [ 55 ] |
| Consequence of Sound  | Top 50 album của năm 2019                                                  | 9      | [ 56 ] |
| Dazed                 | 20 album xuất sắc nhất năm 2019                                            | 2      | [ 57 ] |
| Double J              | 50 album xuất sắc nhất năm 2019                                            | 5      | [ 58 ] |
| Entertainment Weekly  | Những album xuất sắc nhất năm 2019                                         | 9      | [ 59 ] |
| Esquire               | Những album xuất sắc nhất năm 2019 (Tính đến nay)                          | —      | [ 60 ] |
| Exclaim!              | 20 album pop và rock xuất sắc nhất năm 2019                                | 1      | [ 61 ] |
| Flood                 | Những album xuất sắc nhất năm 2019                                         | 5      | [ 62 ] |
| Gorilla vs. Bear      | Những album do Gorilla vs Bear lựa chọn của năm 2019                       | 1      | [ 63 ] |
| GQ                    | 21 album được yêu thích của năm 2019                                       | —      | [ 64 ] |
| GQ                    | Những album giúp năm 2019 tuyệt vời thêm lần nữa                           | 7      | [ 65 ] |
| GQ (Nga)              | 20 album xuất sắc nhất năm 2019                                            | —      | [ 66 ] |
| The Guardian          | 50 album xuất sắc nhất năm 2019                                            | 1      | [ 67 ] |
| The Irish Times       | Những album quốc tế xuất sắc nhất                                          | 1      | [ 68 ] |
| Mojo                  | Top 75 album của năm 2019                                                  | 7      | [ 69 ] |
| Metacritic            | Những danh sách top 10 của các nhà phê bình âm nhạc                        | 1      | [ 70 ] |
| The New York Times    | The New York Times: Những album xuất sắc nhất năm 2019 theo Jon Caramanica | 6      | [ 71 ] |
| The New York Times    | The New York Times: Những album xuất sắc nhất năm 2019 theo Jon Pareles    | 7      | [ 71 ] |
| NME                   | 50 album xuất sắc nhất năm 2019                                            | 3      | [ 72 ] |
| NPR                   | Top 10 album của năm                                                       | 1      | [ 73 ] |
| OOR                   | Top 20 album của năm                                                       | 1      | [ 74 ] |
| Paste                 | 50 album xuất sắc nhất năm 2019                                            | 19     | [ 75 ] |
| Pitchfork             | 50 album xuất sắc nhất năm 2019                                            | 1      | [ 76 ] |
| PopMatters            | 70 album xuất sắc nhất năm 2019                                            | 3      | [ 77 ] |
| The Ringer            | Những album xuất sắc nhất năm 2019                                         | 1      | [ 78 ] |
| Rolling Stone         | 50 album xuất sắc nhất năm 2019                                            | 3      | [ 79 ] |
| Slant                 | 25 album xuất sắc nhất năm 2019                                            | 1      | [ 80 ] |
| Slate                 | Những album xuất sắc nhất năm 2019                                         | —      | [ 81 ] |
| Stereogum             | 50 album xuất sắc nhất năm 2019                                            | 1      | [ 82 ] |
| Thrillist             | Những album xuất sắc nhất năm 2019 (Tính đến nay)                          | 4      | [ 83 ] |
| Time                  | 10 album xuất sắc nhất năm 2019                                            | 4      | [ 84 ] |
| The Times             | Top 100 bản thu âm xuất sắc nhất năm                                       | 7      | [ 85 ] |
| Uproxx                | Những album xuất sắc nhất năm 2019                                         | 1      | [ 86 ] |
| Uncut                 | Top 75 album của năm 2019                                                  | 5      | [ 87 ] |
| Variety               | Những album xuất sắc nhất năm 2019, Top 10 theo lựa chọn của Andrew Barker | 2      | [ 88 ] |
| Vice                  | 100 album xuất sắc nhất năm 2019                                           | 2      | [ 89 ] |
| The Washington Post   | Top 10 album của năm 2019                                                  | 1      | [ 90 ] |
| The Los Angeles Times | Những album xuất sắc nhất năm 2019                                         | 2      | [ 91 ] |

### Danh sách cuối thập niên
| Xuất bản phẩm    | Tên danh sách                                   | Vị trí | Ng.     |
| ---------------- | ----------------------------------------------- | ------ | ------- |
| AllMusic         | 200 album xuất sắc nhất thập niên 2010          | —      | [ 92 ]  |
| Cleveland.com    | 100 album vĩ đại nhất thập niên 2010            | 43     | [ 93 ]  |
| Gorilla vs. Bear | Những album của thập niên                       | 6      | [ 94 ]  |
| The Independent  | 50 album xuất sắc nhất của thập niên            | 22     | [ 95 ]  |
| NME              | Những album vĩ đại nhất thập niên 2010          | 89     | [ 96 ]  |
| Noisey           | 100 album xuất sắc nhất thập niên 2010          | 62     | [ 97 ]  |
| Paste            | 30 album pop xuất sắc nhất thập niên 2010       | 17     | [ 98 ]  |
| Pitchfork        | 200 album xuất sắc nhất thập niên 2010          | 19     | [ 99 ]  |
| Rolling Stone    | 100 album xuất sắc nhất thập niên 2010          | 32     | [ 100 ] |
| Tạp chí Slant    | 100 album xuất sắc nhất thập niên 2010          | 3      | [ 101 ] |
| Stereogum        | 100 album xuất sắc nhất thập niên 2010          | 67     | [ 102 ] |
| Uproxx           | Tất cả những album xuất sắc nhất thập niên 2010 | 15     | [ 103 ] |
| Vice             | 100 album pop xuất sắc nhất thập niên 2010      | 62     | [ 104 ] |
| The Young Folks  | Top 50 album của thập niên 2010                 | 21     | [ 105 ] |

## Diễn biến thương mại
Tại Hoa Kỳ, album ra mắt ở vị trí thứ 3 trên bảng xếp hạng Billboard 200 với doanh số đạt 104.000 đơn vị album tương đương, trong đó có 66.000 bản là album thuần, qua đó trở thành album thứ sáu của Del Rey lọt vào top 10 tại quốc gia này. Trong tuần thứ hai, album rơi xuống vị trí thứ 9 với 35.000 đơn vị.
Tại Anh Quốc, album ra mắt ở vị trí quán quân với doanh số đạt 31.539 bản, trở thành album có doanh số tuần đầu cao nhất của cô tại đây kể từ sau Ultraviolence. Album cũng trở thành album quán quân thứ tư của Lana Del Rey tại Anh Quốc, giúp cô cân bằng kỷ lục của Taylor Swift cho nữ nghệ sĩ có nhiều album đơn ca quán quân nhất trong thập niên 2010 tại quốc gia này. Tại Pháp, album bán được 8.000 bản trong tuần đầu phát hành, nhiều hơn 800 bản so với doanh số tuần đầu của Lust for Life.

## Giải thưởng và đề cử
| Năm  | Giải thưởng | Hạng mục            | Kết quả   | Ng.     |
| ---- | ----------- | ------------------- | --------- | ------- |
| 2019 | Giải Q      | Album xuất sắc nhất | Đề cử     | [ 112 ] |
| 2020 | Giải Grammy | Album của năm       | Đề cử     | [ 113 ] |
| 2020 | Giải NME    | Album xuất sắc nhất | Đoạt giải | [ 114 ] |

## Danh sách bài hát
| STT              | Nhan đề                                                                 | Sáng tác | Sản xuất                                        | Thời lượng |
| ---------------- | ----------------------------------------------------------------------- | --- | ----------------------------------------------- | ---------- |
| 1.               | "Norman Fucking Rockwell"                                               | Lana Del Rey Jack Antonoff | Antonoff Del Rey                                | 4:08       |
| 2.               | "Mariners Apartment Complex"                                            | Del Rey Antonoff | Antonoff Del Rey                                | 4:06       |
| 3.               | "Venice Bitch"                                                          | Del Rey Antonoff | Antonoff Del Rey                                | 9:38       |
| 4.               | "Fuck It, I Love You"                                                   | Del Rey Antonoff [b] | Antonoff Del Rey [b]                            | 3:38       |
| 5.               | "Doin' Time"                                                            | Bradley Nowell Rick Rubin Adam Horovitz Adam Yauch Marshall Goodman Ira Gershwin DuBose Heyward Dorothy Heyward George Gershwin | Andrew Watt Happy Perez                         | 3:17       |
| 6.               | "Love Song"                                                             | Del Rey Antonoff | Antonoff Del Rey                                | 3:49       |
| 7.               | "Cinnamon Girl"                                                         | Del Rey Antonoff | Antonoff Del Rey                                | 5:00       |
| 8.               | "How to Disappear"                                                      | Del Rey Antonoff | Antonoff Del Rey                                | 3:48       |
| 9.               | "California"                                                            | Del Rey Zachary Dawes | Dawes Antonoff Del Rey                          | 5:05       |
| 10.              | "The Next Best American Record"                                         | Del Rey Rick Nowels | Nowels Kieron Menzies Dean Reid Mighty Mike [a] | 5:49       |
| 11.              | "The Greatest"                                                          | Del Rey Antonoff | Antonoff Del Rey                                | 5:00       |
| 12.              | "Bartender"                                                             | Del Rey Nowels | Del Rey Nowels                                  | 4:23       |
| 13.              | "Happiness Is a Butterfly"                                              | Del Rey Antonoff Nowels | Antonoff Del Rey Nowels [a]                     | 4:32       |
| 14.              | "Hope Is a Dangerous Thing for a Woman Like Me to Have – but I Have It" | Del Rey Antonoff | Antonoff Del Rey                                | 5:24[c]    |
| Tổng thời lượng: | Tổng thời lượng:                                                        | Tổng thời lượng: | Tổng thời lượng:                                | 67:38      |

Ghi chú
- ^[a]  chỉ người sản xuất bổ sung
- ^[b]  Ở bản kỹ thuật số của album, phiên bản "Fuck It, I Love You" được sử dụng là phiên bản của đĩa đơn, sáng tác bởi Del Rey, Antonoff, Louis Bell và Andrew Wotman; sản xuất bởi Antonoff, Watt và Bell.[115]
- ^[c]  Ở bản đĩa vật lý của album, "Hope Is a Dangerous Thing for a Woman Like Me to Have – but I Have It" có thêm một đoạn outro và có thời lượng là 5:58.
- Tất cả các tựa đề bài hát được viết cách điệu theo kiểu viết hoa chữ cái chữ cái đầu câu, trừ các bài "Cinnamon Girl" và "The Next Best American Record" được viết hoa từ ngữ chủ đề và bài "Hope Is a Dangerous Thing for a Woman Like Me to Have – but I Have It" được viết thường.[116]

## Những người thực hiện
| Kỹ thuật - Laura Sisk – kỹ sư thu âm (1–4, 6–9, 11, 13, 14), phối khí (1–4, 6–9, 11, 13, 14) - Jack Antonoff – kỹ sư thu âm (1–4, 6–9, 11, 13, 14), phối khí (1–4, 6–9, 11, 13, 14) - Paul LaMalfa – kỹ sư thu âm (5), phối khí (5) - John Congleton – kỹ sư thu âm (9) - Dean Reid – kỹ sư thu âm (9, 10), phối khí (10, 12) - Kieron Menzies – kỹ sư thu âm (9, 10, 12), phối khí (10, 12) - Trevor Yasuda – kỹ sư thu âm (10, 12) - Jon Sher – trợ lý kỹ sư thu âm (1–4, 6–9, 11, 13) - Derrick Stockwell – trợ lý kỹ sư thu âm (3) - Greg Eliason – trợ lý kỹ sư thu âm (3) - Ben Fletcher – trợ lý kỹ sư thu âm (4) - Billy Cumella – trợ lý kỹ sư thu âm (4) - John Rooney – trợ lý kỹ sư thu âm (4) - Tate McDowell – trợ lý kỹ sư thu âm (8, 11) - John Rooney – trợ lý kỹ sư thu âm (9) - Nicolas Jodoin – trợ lý kỹ sư thu âm (9) - Travis Pavur – trợ lý kỹ sư thu âm (9) - John Christopher Fee – trợ lý kỹ sư thu âm (10) - Chris Rockwell – trợ lý kỹ sư thu âm (10) - Serban Ghenea – phối khí (2) - John Hanes – kỹ sư phối khí (2) - Andrew Watt – phối khí (5) - Chris Gehringer – master (1–4, 6–14) - Will Quinnell – trợ lý kỹ sư master (1–4, 6–9, 11, 13, 14) - Dave Kutch – master (5) | Âm nhạc - Lana Del Rey – hát, kèn horn (9) - Jack Antonoff – bàn phím (1–4, 6–8, 11, 13), dương cầm (1–4, 6–8, 11, 13, 14), trống (2–4, 8, 11), lập trình (2–4, 6–8, 11, 13), ghi-ta acoustic (2–4, 8, 11), ghi-ta điện (2–4, 6–8, 11, 13), synthesizer (3), bộ gõ (8), vibraphone (8) - Evan Smith – saxophone (1, 11), sáo (11) - Phillip Peterson – kèn baritone (1), cello (1, 6, 11), kèn flugelhorn (1) - Victoria Parker – vĩ cầm (1, 6, 11) - Laura Sisk – lập trình bổ sung (2) - Mikey Freedom Hart – bàn phím (4), Mellotron (9), dương cầm (9), trống (10), lập trình (10) - Andrew Watt – phối dàn nhạc (5), lập trình (5), guitar (5) - Eric Wilson – ghi-ta bass (5) - Josh Freese – trống (5) - Bud Gaugh – trống (5) - Gale Levant – đàn hạc (5) - Woozy Biff – đàn hạc (9) - Zachary Dawes – dương cầm (9) - Loren Humphrey – trống (9) - Darren Weiss – trống (9) - Mike Riddleberger – trống (9) - Sean Hutchinson – ghi-ta (9) - Evan Weiss – ghi-ta (9) - Benji Lysaght – ghi-ta (9) - Tyler Parkford – Hammond B3 (9) - Dean Reid – ghi-ta bass (9), bàn phím (10), ghi-ta (10), FX (10), lập trình (10) - Kieron Menzies – Mellotron (9), trống (10), FX (10), lập trình (10) - Rick Nowels – bàn phím (10), ghi-ta acoustic (10), dương cầm (12) - Grace Wang – bàn phím (1) - Zac Rae – bàn phím (10) - David Levita – ghi-ta (10) |

## Xếp hạng và chứng nhận
| Bảng xếp hạng (2019)                     | Vị trí cao nhất |
| ---------------------------------------- | --------------- |
| Argentina (CAPIF)                        | 1               |
| Album Úc (ARIA)                          | 4               |
| Album Áo (Ö3 Austria)                    | 7               |
| Album Bỉ (Ultratop Vlaanderen)           | 2               |
| Album Bỉ (Ultratop Wallonie)             | 3               |
| Album Canada (Billboard)                 | 3               |
| Album Cộng hòa Séc (ČNS IFPI)            | 4               |
| Album Đan Mạch (Hitlisten)               | 3               |
| Album Hà Lan (Album Top 100)             | 4               |
| Estonia (Eesti Ekspress)                 | 1               |
| Album Phần Lan (Suomen virallinen lista) | 6               |
| Album Pháp (SNEP)                        | 4               |
| Album Đức (Offizielle Top 100)           | 5               |
| Album Hy Lạp (IFPI)                      | 3               |
| Album Hungaria (MAHASZ)                  | 15              |
| Album Ireland (IRMA)                     | 2               |
| Album Ý (FIMI)                           | 5               |
| Latvia (LAIPA)                           | 8               |
| Lithuania (AGATA)                        | 1               |
| Mexico (AMPROFON)                        | 3               |
| Album New Zealand (RMNZ)                 | 5               |
| Album Na Uy (VG-lista)                   | 2               |
| Album Ba Lan (ZPAV)                      | 4               |
| Album Bồ Đào Nha (AFP)                   | 1               |
| Album Scotland (OCC)                     | 1               |
| Nam Hàn Quốc (Gaon)                      | 83              |
| Album Tây Ban Nha (PROMUSICAE)           | 2               |
| Album Thụy Điển (Sverigetopplistan)      | 2               |
| Album Thụy Sĩ (Schweizer Hitparade)      | 1               |
| Album Anh Quốc (OCC)                     | 1               |
| Hoa Kỳ Billboard 200                     | 3               |
| Album Hoa Kỳ Top Alternative (Billboard) | 1               |
| Hoa Kỳ Rolling Stone 200                 | 3               |

| Bảng xếp hạng (2019)                  | Vị trí |
| ------------------------------------- | ------ |
| Bỉ (Ultratop Flanders)                | 48     |
| Bỉ (Ultratop Wallonia)                | 112    |
| Hà Lan (Album Top 100)                | 57     |
| Pháp (SNEP)                           | 126    |
| Mexico (AMPROFON)                     | 37     |
| Thụy Sĩ (Schweizer Hitparade)         | 64     |
| Anh Quốc (OCC)                        | 70     |
| Hoa Kỳ Billboard 200                  | 182    |
| Hoa Kỳ Alternative Albums (Billboard) | 16     |

| Quốc gia                                  | Chứng nhận | Số đơn vị/doanh số chứng nhận |
| ----------------------------------------- | ---------- | ----------------------------- |
| Pháp                                      | —          | 31.000                        |
| Anh Quốc (BPI)                            | Bạc        | 60.000‡                       |
| Hoa Kỳ                                    | —          | 335.500                       |
| ^ Chứng nhận dựa theo doanh số nhập hàng. |            |                               |